# Tadao Takajama
Tadao Takajama (japonsko 高山 忠雄), japonski nogometaš, * 24. junij 1904, Tokio, Japonska, † 1. julij 1980.
Za japonsko reprezentanco je odigral dve uradni tekmi.